# Боровац (Бановићи)
Боровац је насељено мјесто у Босни и Херцеговини у општини Бановићи које административно припада Федерацији Босне и Херцеговине. Према попису становништва из 2013. у насељу је живјело 310 становника.

## Становништво
| Националност       | 1991.        | 1981.      | 1971.      |
| Муслимани          | 316 (99,68%) | 345 (100%) | 310 (100%) |
| остали и непознато | 1 (0,31%)    | 0          | 0          |
| Укупно             | 317          | 345        | 310        |